# آپلیسیاتوکسین
آپلیسیاتوکسین (به انگلیسی: Aplysiatoxin) با فرمول شیمیایی C۳۲H۴۷Br۱O۱۰ یک ترکیب شیمیایی با شناسه پاب‌کم ۴۰۴۶۵ است. که جرم مولی آن ۶۷۱٫۶۱۴ گرم بر مول می‌باشد. 